# Список объектов всемирного наследия ЮНЕСКО в ЮАР
В спи́ске объе́ктов Всеми́рного насле́дия ЮНЕ́СКО в Ю́жно-Африка́нской Респу́блике значатся 9 наименований (на 2017 год), это составляет 0,7 % от общего числа (1248 на 2025 год).
5 объектов включены в список по культурным критериям, 3 объекта — по природным и 1 объект — по смешанным. Парк Дракенсберг признан шедевром человеческого созидательного гения (критерий i). Водно-болотный район Исимангалисо и парк Дракенсберг признаны природными феноменами или пространствами исключительной природной красоты и эстетической важности (критерий vii).
Кроме этого, по состоянию на 2017 год, 6 объектов на территории государства находятся в числе кандидатов на включение в список всемирного наследия, в том числе 5 — по культурным, 2 — по природным критериям.
ЮАР ратифицировала Конвенцию об охране всемирного культурного и природного наследия 10 июля 1997 года. Первый объект на территории ЮАР был занесён в список в 1999 году на 23-й сессии Комитета всемирного наследия ЮНЕСКО.

## Список
Объекты расположены в порядке их добавления в список всемирного наследия. Если объекты добавлены одновременно, то есть на одной сессии Комитета всемирного наследия ЮНЕСКО, то объекты располагаются по номерам.
| # | Изображение | Название | Местоположение                                          | Время создания      | Год внесения в список | №    | Критерии       |
| - | ----------- | --- | ------------------------------------------------------- | ------------------- | --------------------- | ---- | -------------- |
| 1 |             | Водно-болотный район Исимангалисо (англ. iSimangaliso Wetland Park) (африк. iSimangaliso-vleilandpark) | Провинция Квазулу-Натал                                 |                     | 1999                  | 914  | vii, ix, x     |
| 2 |             | Стеркфонтейн, Сварткранс, Кромдрай и окрестности — места находок ископаемых гоминид: а) Стеркфонтейн, Сварткранс, Кромдрай и окрестности б) долина Макапан в) место находки ископаемых черепов Таунг (англ. Fossil Hominid Sites of Sterkfontein, Swartkrans, Kromdraai, and Environs) (африк. Fossiele hominide Sites van Sterkfontein, Swartkrans, Kromdraai en omgewing) | Провинции Гаутенг (а), Лимпопо (б), Северо-Западная (в) | 4,5—1 млн лет назад | 1999                  | 915  | iii, vi        |
| 3 |             | Роббенэйланд (англ. Robben Island) (африк. Robbeneiland) | Западно-Капская провинция                               |                     | 1999                  | 916  | iii, vi        |
| 4 |             | Парк Дракенсберг (англ. uKhahlamba / Drakensberg Park) (африк. uKhahlamba / Drakensberg Park) | Провинция Квазулу-Натал                                 |                     | 2000                  | 985  | i, iii, vi, x  |
| 5 |             | Культурный ландшафт Мапунгубве (англ. Mapungubwe Cultural Landscape) (африк. Mapungubwe Kulturele Landskap) | Провинции Лимпопо                                       | 1995                | 2003                  | 1099 | ii, iii, iv, v |
| 6 |             | Охраняемые территории Капской флористической области (англ. Cape Floral Region Protected Areas) (африк. Kaapse Blommeryk Beskermde Gebiede) | Провинции Западно-Капская, Восточно-Капская             |                     | 2004                  | 1007 | ix, x          |
| 7 |             | Астроблема Вредефорт (англ. Vredefort Dome) (африк. Vredefort Dome) | Провинции Северо-Западная, Фри-Стейт                    | 2023 млн лет назад  | 2004                  | 1162 | viii           |
| 8 |             | Культурный и ботанический ландшафт Рихтерсфельдского заповедника (англ. Richtersveld Cultural and Botanical Landscape) (африк. Richtersveld Kulturele en Botaniese Landskap) | Северо-Капская провинция                                |                     | 2007                  | 1265 | iv, v          |
| 9 |             | Культурный ландшафт этнической группы чъхомани (англ. ǂKhomani Cultural Landscape) | Северо-Капская провинция                                |                     | 2017                  | 1545 | v, vi          |

## Предварительный список
В таблице объекты расположены в порядке их добавления в предварительный список. В данном списке указаны объекты, предложенные правительством ЮАР в качестве кандидатов на занесение в список всемирного наследия.
| # | Изображение | Название | Местоположение                                                             | Время создания          | Год внесения в список | №    | Критерии           |
| - | ----------- | --- | -------------------------------------------------------------------------- | ----------------------- | --------------------- | ---- | ------------------ |
| 1 |             | Горная местность Барбертон, зелёный пояс Барбертон или горы Макхонджва (англ. The Barberton Mountain Land, Barberton Greenstone Belt or Makhonjwa Mountains) | Провинция Мпумаланга                                                       | —                       | 2009                  | 5456 | viii               |
| 2 |             | Охраняемые природные территории Суккулентное Кару (англ. Succulent Karoo Protected Areas)                                                                    | Западно-Капская провинция, Северо-Капская провинция (совместно с Намибией) | —                       | 2009                  | 5458 | ix, x              |
| 3 |             | Памятные места борьбы против апартеида (англ. Liberation Heritage Route)                                                                                     | Все 9 провинций                                                            | XX век                  | 2009                  | 5459 | ii, iii, vi        |
| 4 |             | Усадьбы Капского винодельческого региона (англ. Early Farmsteads of the Cape Winelands)                                                                      | Западно-Капская провинция                                                  | XVII век                | 2015                  | 6049 | ii, iii, iv, v     |
| 5 |             | Места обитания людей эпохи плейстоцена (англ. The Pleistocene occupation sites of South Africa)                                                              | Западно-Капская провинция, Восточно-Капская провинция, Квазулу-Натал       | 10 — 130 тыс. лет назад | 2015                  | 6050 | ii, iii, iv, v, vi |
| 6 |             | Памятные места Нельсона Манделы (англ. Human Rights, Liberation Struggle and Reconciliation: Nelson Mandela Legacy Sites)                                    | Западно-Капская провинция, Восточно-Капская провинция, Квазулу-Натал       | XX век                  | 2015                  | 6051 | ii, iii, iv, vi    |